# المعجزة الزرقاء (فلم 2021)
المعجزة الزرقاء (بالإنجليزية: Blue Miracle) فيلم دراما، ومغامرات، وسيرة ذاتية أمريكي لعام 2021 من إخراج جوليو كوينتانا، ومن سيناريو لكوينتانا وكريس داولينج. الفيلم من بطولة دينيس كويد، وريموند كروز، وأنتوني جونزاليس. يتابع الفيلم وصي لدار أيتام وأطفاله، ومحاولاتهم لإنقاذ الدار التي تعاني من ضائقة مالية، يتعاون مع قبطان قارب للحصول على فرصة للفوز بمسابقة صيد مربحة. صدر الفيلم لشركة نيتفلكس في 27 مايو 2021.

## طاقم التمثيل
- دينيس كويد: في دور وايد
- ريمون كروز: في دور هيكتور
- أنتوني جونزاليس: في دور جيكو
- جيمي جونزاليس: في دور عمر
- دانا ويلر-نيكلسون: في دور تريشيا بيسبي
- فرناندا اوريجولا: في دور بيكا
- بروس ماكجيل: في دور واين
- ميغيل أنجيل جارسيا: في دور موكو
- ناثان أريناس: في دور هوليوود
- إسحاق أريلانيس: في دور ويكي
- ستيف جوتيريز: في دور تويتي
- كريس دوبيك: في دور غاري
- سيلفيريو بالاسيوس: في دور تشاتو
- فرانك جاليجوس: في دور الضابط بيرتو
- توم كلارك: في دور مذيع البطولة الرئيسية[7]

## خلفية الفيلم
الفيلم عبارة عن تمثيل درامي للقصة الحقيقية المذهلة لفريق كاسا هوغار، وهو جماعة من الهواة الذين فازوا بأول بطولة صيد تنافسية لهم في عام 2014، وتبرعوا بكل قرش من مكاسبهم الكبيرة. تم تسمية الفريق على اسم دار الأيتام المكسيكية التي يعيش فيها الأعضاء، وكان يتألف من العديد من الأيتام وولي أمرهم القانوني، عمر فينيغاس، الذين كانوا يائسين لجمع الأموال بعد أن دمر إعصار أوديل كاسا هوغار الأخير. تم تسمية الأيتام في الفريق خوان أنايا، وإدواردود أرنو، وجوناثان برنال، وجيوفاني كاباناس، ورامون كارمونا، وآلان جاليندو، وخوسيه جاليندو، ومويز مانريكس، حيث لم يكن لدى أي منهم أي خبرة سابقة في الصيد.
تمكن الفريق، رغم كل الصعاب، من الحصول على مارلين أزرق يبلغ وزنه 385 رطلاً في بطولة «بيسبيس بلاك اند بلو» الشهيرة عالميًا، والتي جلبت لهم جائزة ضخمة قدرها 258.325 دولارًا، وذهب المبلغ كله مباشرة إلى صندوق دار الأيتام.
جاءت البطولة بعد أسابيع فقط من إعصار أوديل، الذي أجبر ما يقرب من 92 في المائة من أولئك الذين يعيشون في النصف الجنوبي من شبه جزيرة باجا كاليفورنيا المكسيكية على فقدان السلطة وتسبب في أضرار كبيرة في جميع أنحاء المنطقة. قبل البطولة، وافق متبرع مجهول على دفع رسوم الدخول لجميع الفرق التي دفعت مقابل استخدام قارب محلي، وبدون هذا العمل الخيري، لم يكن فريق كاسا هوغار قادراً على المنافسة.
كان إعصار أوديل قد دمر المبنى في منتصف سبتمبر 2014، عندما ضربت العاصفة شبه جزيرة باجا كاليفورنيا الجنوبية في المكسيك، مما أدى إلى إحداث دمار في مدينة كابو سان لوكاس. كما أن دار الأيتام كازا هوغار التي تعاني ضائقة مالية، والتي وفرت الطعام والمأوى والفرص التعليمية للأولاد المحرومين (والفتيات أيضًا في نهاية المطاف)، وُضعت تحت عبء مالي أكبر. في المتوسط، كان 40 فتى يطلقون على دار الأيتام التي كانت تبلغ من العمر ست سنوات في ذلك الوقت المنزل.

## الإنتاج والإصدار
تم تصوير الفيلم في الغالب في «لا رومانا» في جمهورية الدومينيكان، بما في ذلك كازا دي كامبو. عرض الفيلم لأول مرة على مسرح غرناطة التاريخي في دالاس، تكساس، وتضمنت الامسية أيضًا عنصرًا مرتجلًا لجمع التبرعات لدار الأيتام، حيث تم جمع 128.638.00 دولارًا.

## استقبال الفيلم
منح موقع الطماطم الفاسدة الفيلم تقييماً مقداره 68% بناءاً على آراء 19 ناقداً سينمائياً، ومنح موقع ميتاكريتيك الفيلم تقييماً مقداره 48% بناءاً على آراء سبعة نقاد.
كتب موقع الناقد روجر إيبرت: «معظم الناس لا يمانعون في قراءة قصة سمعوها مرات لا حصر لها إذا كان بإمكان الراوي إضافة أشياء جديدة إلى السرد المتوقع. حتى لو بدا القرار لا مفر منه، منذ البداية، يجب على الأقل جعل السرد، للوصول إلى ما يريد الراوي، لا يُنسى... بالنسبة إلى المخرج كوينتانا، الذي عمل مع المخرج الموقر تيرينس مالك، وكان أول ظهور لكوينتانا» السفينة«، فإن حسن النية هو خطأ فني... فيلم» السفينة«تعامل أيضًا مع التدين، كان لهذا المجهود قواعد جمالية وبصرية غنائية تشبه موقف معلمه في الروحانيات، فضلاً عن العروض الأساسية. لم تصل أي من هذه الصفات إلى» المعجزة الزرقاء«بطريقة ملحوظة»، ومنح الموقع نجمة ونصف للفيلم من أصل 4 نجوم.

## روابط خارجية
- المعجزة الزرقاء على موقع IMDb (الإنجليزية)
- المعجزة الزرقاء على موقع ميتاكريتيك (الإنجليزية)
- المعجزة الزرقاء على موقع روتن توميتوز (الإنجليزية)
- المعجزة الزرقاء على موقع نتفليكس (الإنجليزية)
- المعجزة الزرقاء على موقع قاعدة بيانات الفيلم (الإنجليزية)
- المعجزة الزرقاء على موقع ليتربوكسد (الإنجليزية)
- المعجزة الزرقاء على موقع كينوبويسك (الروسية)